# Johann Friedrich Falckner
Johann Friedrich Falckner (* 31. August 1642 in Leipzig; † 18. Januar 1703 ebenda) war ein sächsischer Jurist und zwischen 1697 und 1702 insgesamt viermal Bürgermeister der Stadt Leipzig.

## Werdegang
Falckner (Sohn von Abraham Falckner Kaufmann in Leipzig gest. 1657) studierte Rechtswissenschaften und wurde 1665 an der Universität Frankfurt (Oder) zum Dr. iur. promoviert. In den Folgejahren war er Kaiserlicher Hofpfalzgraf und Kursächsischer Rat. Von 1673 bis 1697 war er Syndikus der Stadt Leipzig. 1676 wurde er in den Rat der Stadt gewählt. In den Jahren 1697, 1699, 1700 und 1702 stand er als Bürgermeister dem Rat vor.
Falckner war Assessor des Kurfürstlichen Sächsischen Schöffenstuhls. 1697 wurde er Vorsteher der Kirche St. Nikolai. Zudem war er Besitzer der Rittergüter Braußwig und Gestewitz.
Wegen seines Verhandlungsgeschicks wurde Falckner von der Stadt häufig auf Reisen geschickt. Außerdem war er für seine Mildtätigkeit bekannt.
Er heiratete 1666 Anna Susanna Thomas. Sie war Tochter von Michael Thomas (Ratsherr und Rechtskonsul in Leipzig), der Bruder von Jakob Thomasius war. Aus der Ehe gingen mehrere Kinder hervor, u. a. Friedrich Michael Falckner und Abraham Friedrich Falckner, die ebenso in Frankfurt Jura studierten und in Leipzig Rechtsgelehrte wurden.